# Gonzalo Duarte García de Cortázar
Gonzalo Duarte García de Cortázar (* 27. září 1942, Valparaíso) je chilský kněz a biskup.

## Život
Gonzalo Duarte García de Cortázar vstoupil do Congregatio Sacrorum Cordium Jesu et Mariae necnon adorationis perpetuae Sanctissimi Sacramenti Altaris a 8. července 1968 byl vysvěcen na kněze. Jan Pavel II. ho 31. ledna 1995 jmenoval vojenským biskupem Chile a titulárním biskupem z Lamiggigy.
Apoštolský nuncius v Chile, Piero Biggio 2. dubna 1995 provedl biskupské svěcení; spolusvětiteli byli José Joaquín Matte Varas, emeritní vojenský biskup Chile, a Francisco Javier Prado Aránguiz SSCC, biskup z Rancaguy.
4. prosince 1998 byl jmenován biskupem ve Valparaísu. Z úřadu vojenského biskupa odstoupil 4. listopadu 1999.